# Family-friendly
Um produto ou serviço familiar é aquele que é considerado adequado para todos os membros de uma família média. Os restaurantes adequados para famílias são aqueles que atendem famílias com filhos pequenos,
Em debates sobre censura, o termo significa obras culturais (incluindo arte, literatura, filmes, televisão e música) que são consideradas pela maioria das pessoas como geralmente apropriadas para crianças e, ao mesmo tempo, palatáveis para adultos. Freqüentemente, o termo " Pense nas crianças " é usado durante um pânico moral para censurar novas formas de mídia. Freqüentemente, descrições de nudez, sexo, horror, profanação, calúnias raciais, insinuações, uso de drogas, blasfêmia e racismo são declaradas dignas de censura. Muitos pais discordam sobre as idades em que os filhos devem ser expostos a certas formas de mídia. A definição precisa de "amigável para a família" pode variar dependendo da aceitação percebida do conteúdo para crianças - um dos livros mais desafiadores nas bibliotecas dos Estados Unidos é Captain Underpants, um livro que contém humor de banheiro que os pais lêem para as crianças. Grupos de defesa do consumidor que representam os pais fazem lobby contra a mídia que contém palavrões e criticam o que eles veem como tentativas de negar a outras famílias a capacidade de escolher o que é apropriado para seus filhos. Em dezembro de 2019, uma ampla coalizão de grupos de consumidores dos EUA, incluindo o CDC e o CCFC, convocou a Federal Trade Commission a realizar uma revisão abrangente das empresas de mídia digital voltadas para crianças. Os valores da família individual, como sua crença na religião, também podem afetar se a família percebe um produto como adequado para a família.
Frequentemente, os produtos adequados para a família evitam o marketing apenas para crianças e tentam tornar o produto palatável também para os adultos. Alguns exemplos de empresas que promovem produtos destinados a serem familiares incluem Funimation, Warner Bros. Animação, Hanna Barbera, The Jim Henson Company, INSP, Hallmark, Discovery Family, DreamWorks Animation, Illumination, Me-TV Network, Antenna TV, Light TV, Cozi TV, The Walt Disney Company, Mojang, Warner Bros., Nickelodeon, Cartoon Network & Boomerang, Three Angels Broadcasting Network, Hope Channel, Trinity Broadcasting Network, Nintendo, Sega, Litton Entertainment, Pixar, Sullivan Bluth Studios, Fox Animation Studios, Blue Sky Studios, Golden Films, PlayStation e Xbox, Activision Blizzard Studios e Sierra Entretenimento .

## Política
Na política, uma nova legislação local de trabalho pode ser introduzida para fortalecer a unidade familiar, dando aos pais horários de trabalho mais flexíveis para a família ou reformas educacionais para ajudar as crianças com necessidades especiais e dar aos pais mais escolha na forma como são educadas.

## Indústria da hospitalidade
O conceito de convivialidade com a família no setor do turismo está em constante evolução. Os hotéis concentram novos serviços voltados para a família em um conceito mais restrito, como criança- (crianças ficam e comem de graça)  e animais de estimação (cadeias de hotéis que aceitam animais de estimação)  dentro do conceito geral voltado para o cliente e familiaridade com a família.

## Livros
A American Library Association mantém uma lista dos livros mais desafiadores, que freqüentemente são considerados inadequados para crianças. Eles declararam em um comunicado da National Coalition Against Censorship que "O livro banido nº 1 deste ano, Capitão Cueca ... é o presente que continua sendo oferecido. Por quê? Porque esses livros populares e bobos são lidos pelos pais, com seus filhos, em todo o país. O humor excêntrico faz os pais revirarem os olhos e as crianças rirem. O absurdo de proibir livros para atacar problemas morais percebidos é exemplificado pelo vencedor deste ano.

## Cinema e Televisão
Tanto o sistema de classificação de filmes MPAA quanto a maioria dos sistemas de classificação de conteúdo de televisão têm classificações de familiaridade: uma classificação G em qualquer um deles é universalmente aceitável para todos os públicos, enquanto uma classificação PG sugere que, embora seja geralmente seguro para crianças assistirem, deve haver um pai ou responsável presente para orientação, visto que algum material moderado voltado para adultos pode estar presente. O sistema de classificação de filmes da MPAA não foi isento de controvérsias (ele próprio estabelecido após o Código Hays, que exigia que todos os filmes fossem pelo menos adequados para a família, foi abolido), já que grupos de interesse de cadeias de teatro notaram que os filmes avaliados em R ( filmes voltados para adultos que menores de 17 anos não podem assistir sem um adulto) podem ser interpretados como adequados para a família se o espectador for tolerante com palavrões, enquanto outros podem ter muita violência gráfica ou imagens sexuais pornográficas em excesso para serem adequados para crianças .
Um tema avassalador da televisão nas décadas de 1980 e 1990 foi a tendência da sitcom familiar. As sitcoms familiares também foram populares durante os anos 1950 e 1960, com programas como Father Knows Best, The Adventures of Ozzie and Harriet, Leave It To Beaver e Gidget . Essa tendência se tornou novamente enormemente popular nas décadas de 1980 e 1990 com programas como Full House, Boy Meets World, Growing Pains, Family Ties, Family Matters, Home Improvement, O Príncipe Fresco de Bel-Air, Blossom e Step by Step . Durante seu auge, esses programas foram alguns dos seriados mais quentes da TV.

## Videogames
A North American Entertainment Software Rating Board, que avalia os videogames, classifica o conteúdo familiar com uma classificação E.

## Eventos
Um show, evento ou local para toda a família (ou para todas as idades) refere-se àquele sem restrições de idade para entrada. Nos Estados Unidos, conforme aplicado ao mundo dos shows, isso pode se referir a um show ou local onde menores têm permissão para assistir a uma apresentação ao vivo, uma vez que aqueles que não têm idade legal para beber geralmente não são permitidos em bares, mas são permitidos em restaurantes que servem bebidas alcoólicas. Em alguns casos, o modelo de varejo pop-up é aplicado, como acontece com os locais pop-up no Treefort Music Fest .
Mais ideologicamente, seguindo as tendências do punk rock e abraçando até certo ponto a oposição às drogas e ao álcool inerentes ao movimento Straight-edge, os programas para o All Ages não vendem álcool algum ou são restritas por um sistema de pulseiras ou para clientes legalmente proibido de consumir álcool, geralmente como um grande "X" preto nas costas de cada mão. Este símbolo apareceu em muitas capas de álbuns de punk e o termo correspondente, " Todas as idades ", foi usado como o título de um álbum de compilação de ícones punk norte-americanos Bad Religion . O termo, neste contexto, não denota uma restrição ao conteúdo temático ou lírico da música.